# Vùng đô thị Houston
Houston-Sugar Land-Baytown là một vùng đô thị gồm 10 quận ở bang Texas, Hoa Kỳ. Trung tâm vùng đô thị là thành phố Houston.
Sân bay chính của vùng đô thị là Sân bay liên lục địa George Bush.
Houston-Sugar Land-Baytown là vùng đô thị được xác định bởi Văn phòng Quản lý và Ngân sách. Khu vực nằm dọc theo khu vực bờ biển vùng Vịnh trong tiểu bang Texas. Các khu vực đô thị là một cách thông tục gọi là "Houston Mở rộng" hay "Đại đô thị Houston" và nằm trong khu vực Đông Nam Texas, phía tây của Tam giác vàng.
Houston-Sugar Land-Baytown là khu vực đô thị lớn thứ sáu tại Hoa Kỳ với dân số 5.946.800 người theo Thống Kê Dân số Hoa Kỳ ước tính năm 2010, dân số của khu vực đô thị là trung tâm trong thành phố Houston, trung tâm kinh tế lớn nhất và văn hóa trung tâm của miền Trung Nam Hoa Kỳ với dân số 2,3 triệu người.
Vùng đô thị Houston là một trong số các khu vực đô thị phát triển nhanh nhất tại Hoa Kỳ. Khu vực tăng trưởng dân số 25,2% giữa các cuộc điều tra dân số năm 1990 và 2000, với tổng mức tăng dân số 950.000 người trong khi dân số của quốc gia tăng 13,2% so với cùng kỳ. Từ năm 2000 đến 2007, mức tăng dân số là 912.994 người. 

## Các khu vực dân cư

### Các quận

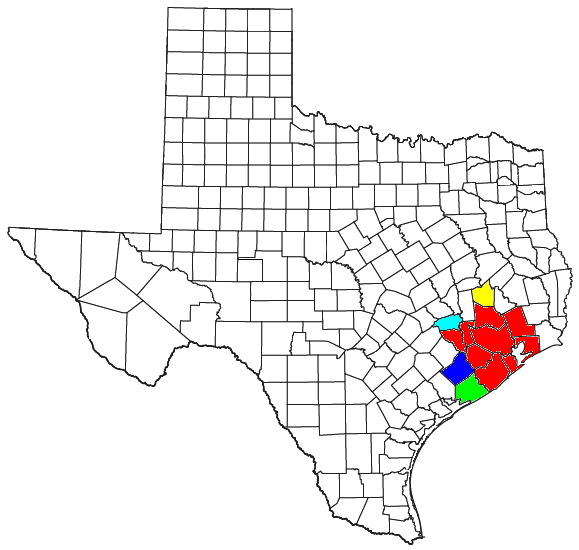
Vị trí của khu vực đô thị Houston–Baytown–Huntsville và các thành phần của nó:
Khu vực thống kê đô thị Houston–Sugar Land–Baytown
Khu vực thống kê đô thị Huntsville
Khu vực thống kê đô thị Bay City

Có 10 quận ở khu vực thống kê đô thị Houston–Sugar Land–Baytown xác định bởi Cục Điều tra dân số Hoa Kỳ Census. Dân số theo điều tra năm 2010.
- Quận Harris – 4.092.459
- Quận Fort Bend – 585.375
- Quận Montgomery – 455.746
- Quận Brazoria – 313.166
- Quận Galveston – 291.309
- Quận Liberty – 75.643
- Quận Waller – 43.205
- Quận Chambers – 35.096
- Quận Austin – 28.417
- Quận San Jacinto – 26.384
- Tổng cộng khu vực thống kê đô thị – 5.946.800